# 간엔
간엔(寛延, かんえん)은 일본의 연호(元号) 중 하나이다.
- 전후 : 엔쿄(延享) 이후 - 호레키(宝暦) 이전.
- 시기 : 1748년 ~ 1750년
- 천황 : 모모조노 천황
- 쇼군 : 에도 막부의 도쿠가와 이에시게

## 개원(改元)
- 엔쿄 5년 7월 12일(1748년 8월 5일), 모모조노 천황의 즉위에 맞춰 개원.
- 간엔 4년 10월 27일(1751년 12월 14일), 호레키로 개원된다.

당초 조정은 4월 25일에 개원을 하기로 예정했는데, 전 쇼군인 도쿠가와 이에쓰구의 33회기(回忌) 법요식 당일과 겹치는 바람에 막부측이 크게 격노하였다. 게다가 조선 통신사도 일본을 방문중이었기 때문에 막부는 더더욱 개원을 반대하였고, 개원을 진행시키려는 조정측과의 사이에서 분규가 일어났다. 하지만 2개월 반 연기하는 것으로 서로 타협해 매듭짓게된다.

## 출전
『문선』의 「開寛裕之路、以延天下之英俊也」.

## 간엔 시기에 일어난 일
- 원년
  - 『가나데혼 주신구라』(분라쿠), 오사카・다케모토자(竹本座)에서 초연되다. 같은해 가부키로도 공연된다.

## 서력과의 대조표
| 간엔 | 원년   | 2년    | 3년    | 4년    |
| ---- | ------ | ------ | ------ | ------ |
| 서력 | 1748년 | 1749년 | 1750년 | 1751년 |
| 간지 | 무진   | 기사   | 경오   | 신미   |

## 같이 보기
- 일본의 연호 일람

| 이전 엔쿄 | 일본의 연호 1748년 ~ 1751년 | 다음 호레키 |